# État souverain de Cauca
1857–1886
Entités précédentes :
- Province de Barbacoas
Province de Buenaventura
Province du Cauca (es)
Province du Chocó
Province de Pasto
Province de Popayán
Territoire national du Caquetá

Entités suivantes :
- Chocó
Valle del Cauca
Cauca
Nariño
Putumayo
Caquetá
Amazonas
Vaupés
Guainía
Guaviare

L'État souverain de Cauca, créé sous le nom d'État fédéral de Cauca, est une division administrative et territoriale de la Confédération grenadine puis des États-Unis de Colombie créée par le Congrès via la loi du 11 juin 1857.

## Géographie

### Géographie physique
L'État souverain du Cauca est le plus vaste des États de la Confédération grenadine puis des États-Unis de Colombie.
Il est géographiquement l'équivalent des actuels départements de Chocó, Valle del Cauca, Cauca, Nariño, Putumayo, Caquetá, Amazonas, Vaupés, Guainía et Guaviare.

### Organisation territoriale
L'État de Cauca est divisé en seize municipalités (Municipios) et un territoire, eux-mêmes divisés en districts. 
- Municipio de l'Atrato (Quibdó)
- Municipio de Barbacoas (Barbacoas)
- Municipio de Buenaventura (Buenaventura)
- Municipio de Buga (Buga)
- Municipio de Caldas (Almaguer)
- Municipio de Cali (Cali)
- Municipio d'Obando (Ipiales)
- Municipio de Palmira (Palmira)
- Municipio de Pasto (San Juan de Pasto)
- Municipio de Popayán (Popayán)
- Municipio du Quindío (Cartago)
- Municipio de Santander (Santander)
- Municipio de San Juan (Nóvita)
- Municipio de Toro (Toro)
- Municipio de Tuluá (Tuluá)
- Municipio de Túquerres (Túquerres)

- Territoire du Caquetá (Mocoa)

La capitale de l'État est Popayán.

## Démographie
Au recensement de 1870, l'État de Cauca compte 435 078 habitants dont 211 314 hommes et 223 764 femmes.